# Supercopa do Brasil 2018 (calcio a 5)
La Supercopa do Brasil 2018 è stata la 3ª edizione del torneo. La competizione si è giocata dal 2 al 4 marzo 2018.

## Squadre partecipanti
| Squadre   | Qualificazione                                    |
| --------- | ------------------------------------------------- |
| Joinville | Vincitore della LNF 2017 e della Taça Brasil 2017 |
| Atlântico | Secondo posto alla Taça Brasil 2017               |
| Horizonte | Vincitore della Copa do Brasil 2017               |
| BF Magnus | Squadra ospitante                                 |

## Risultati

### Tabellone
|  | Semifinali      | Semifinali      | Semifinali      |                 |           | Finale          | Finale          | Finale          |  |
|  |                 |                 |                 |                 |           |                 |                 |                 |  |
|  | Atlântico (dts) | Atlântico (dts) | 3               |                 |           |                 |                 |                 |  |
|  | Atlântico (dts) | Atlântico (dts) | 3               |                 |           |                 |                 |                 |  |
|  | Joinville       | Joinville       | 1               |                 |           |                 |                 |                 |  |
|  | Joinville       | Joinville       | 1               |                 | Atlântico | Atlântico       | 0               |                 |  |
|  |                 |                 |                 |                 | Atlântico | Atlântico       | 0               |                 |  |
|  |                 |                 | BF Magnus (dts) | BF Magnus (dts) | 3         |                 |                 |                 |  |
|  | BF Magnus       | BF Magnus       | BF Magnus (dts) | BF Magnus (dts) | 3         | 1               |                 |                 |  |
|  | BF Magnus       | BF Magnus       |                 |                 |           | 1               |                 |                 |  |
|  | Horizonte       | Horizonte       | 0               |                 |           | Finale 3º posto | Finale 3º posto | Finale 3º posto |  |
|  | Horizonte       | Horizonte       | 0               |                 |           |                 |                 |                 |  |
|  |                 |                 |                 |                 |           |                 |                 |                 |  |
|  |                 |                 |                 |                 |           | Joinville       | Joinville       | 3               |  |
|  |                 |                 |                 |                 |           | Joinville       | Joinville       | 3               |  |
|  |                 |                 |                 |                 |           | Horizonte       | Horizonte       | 1               |  |